# Horloge moléculaire
Pour les articles homonymes, voir Horloge (homonymie).
 (août 2018).
Si vous disposez d'ouvrages ou d'articles de référence ou si vous connaissez des sites web de qualité traitant du thème abordé ici, merci de compléter l'article en donnant les références utiles à sa vérifiabilité et en les liant à la section « Notes et références ».
En génétique, l'hypothèse de l'horloge moléculaire est une hypothèse selon laquelle les mutations génétiques s'accumulent dans un génome à une vitesse constante.
Elle permet ainsi théoriquement, en reliant le taux de mutation des gènes à la différence génétique entre espèces proches, d'établir une échelle chronologique approximative de la divergence de ces espèces.

## Histoire de cette théorie
En 1962, Émile Zuckerkandl et Linus Pauling observent ce phénomène dans la partie du génome codant l'hémoglobine entre deux espèces données. L'observation d'une telle constance du taux de mutation génétique fut surprenante, compte tenu des théories antérieures mettant en avant la variation des rythmes d'évolution selon les lignées d'êtres vivants.
La réconciliation de l'hypothèse de l'horloge moléculaire et de la théorie Darwinienne fut amorcée vers la fin des années 1960 par les travaux de Motoo Kimura, Allan Wilson et Vincent Sarich, et l'élaboration de la théorie neutraliste de l'évolution. Celle-ci montre que la plupart des mutations génétiques sont silencieuses, c'est-à-dire qu'elles concernent une partie non codante du génome et n'ont donc aucun impact sur l'organisme. De plus, une grande partie des mutations touchant la partie codante du génome sont neutres au regard de la sélection naturelle, c'est-à-dire qu'elles ne confèrent à l'individu subissant la mutation ni avantage ni désavantage sélectif.
L'horloge moléculaire permit alors à de nombreux chercheurs de dater des évènements de spéciation à l'aide de méthodes phylogénétiques. 
Toutefois, alors que la quantité de données génétiques augmentait et que les méthodes statistiques se raffinaient, il devint de plus en plus clair que le principe de l'horloge moléculaire était en réalité plus complexe que supposé à l'origine. Un des éléments importants à prendre en compte est la durée moyenne des générations, qui varie considérablement d'une espèce à l'autre. L'unité de temps à retenir est en effet le nombre de générations estimé entre deux dates et non le temps brut écoulé.
Depuis, plusieurs modèles ont été proposés afin d'affiner la théorie par des modèles statistiques plus sophistiqués (maximum de vraisemblance, méthodes bayésiennes), dits d'horloge moléculaire relaxée. Ces modèles ont pour avantage de donner des temps de divergence entre espèces plus vraisemblables et plus en accord avec les données paléontologiques.

## Hominidés
Une étude publiée en 2016 par Priya Moorjani et al., basée sur l'analyse génétique de 10 espèces de singes, dont plusieurs espèces d'hominidés, indique que le taux de mutation génétique est non seulement variable selon les espèces mais aussi selon les portions de génome considérées.
Dans le cas de la lignée humaine, cette étude propose des dates de divergence nettement plus élevées qu'estimé auparavant :
- gorille / Hominini : 9,4 à 12,2 Ma (moyenne : 10,8 Ma) ;
- chimpanzé / lignée humaine : 6,5 à 9,3 Ma (moyenne : 7,9 Ma).